# 55 Ursae Majoris
55 Ursae Majoris, som är stjärnans Flamsteed-beteckning, är en trippelstjärna belägen i den södra delen av stjärnbilden Stora björnen. Den har en minsta kombinerad skenbar magnitud på ca 4,80 och är svagt synlig för blotta ögat där ljusföroreningar ej förekommer. Baserat på parallaxmätning inom Hipparcosuppdraget på ca 17,0 mas, beräknas den befinna sig på ett avstånd på ca 192 ljusår (ca 59 parsek) från solen. Den rör sig närmare solen med en heliocentrisk radialhastighet av ca -3 km/s.

## Egenskaper
Primärstjärnan 55 Ursae Majoris Aa är en vit till blå stjärna i huvudserien av spektralklass A1 V. Den har en massa som är ca 2 solmassor, en radie som är ca 2,9 solradier och utsänder ca 37 gånger mera energi än solen från dess fotosfär vid en effektiv temperatur på ca 9 200 K.
55 Ursae Majoris A, är en misstänkt variabel av pulserande ellipsoidisk typ (ELL:), som varierar mellan visuell magnitud +4,75 och 4,79 utan någon känd periodicitet.
55 Ursae Majoris är en trippelstjärna där två stjärnor bildar en snäv spektroskopisk dubbelstjärna med en omloppsperiod av 2,55 dygn. Den tredje stjärnan kretsar kring det centrala paret med en period av 1 873 dygn.  Alla tre stjärnorna är stjärnor av spektraltyp A. Följeslagarna 55 Ursae Majoris Ab och B har massa som är 1,8 respektive 2,1 solmassor och en effektiv temperatur av ca 8 800 respektive ca 9 300 K.